# Krim-Buche
Die Krim-Buche ist eine Pflanzensippe unklarer taxonomischer Zuordnung aus der Gattung der Buchen (Fagus), die in ihren Merkmalen zwischen der Rotbuche (Fagus sylvatica) und der Orient-Buche (Fagus orientalis) steht. Sie wurde als Fagus taurica im Artrang beschrieben, wird aber oft als Hybridart (Nothospecies Fagus × taurica) aufgefasst. Benannt ist sie nach Tauris, dem (vermuteten) antiken Namen der Krim. Es handelt sich um das einzige natürlich vorkommende Buchen-Taxon auf der Halbinsel Krim im Norden des Schwarzen Meeres.

## Beschreibung

### Vegetative Merkmale
Die Krim-Buche ähnelt der gewöhnlichen Rotbuche und der Orient-Buche und ist in den meisten morphologischen Merkmalen nicht von diesen verschieden. In den Merkmalen, die zur Unterscheidung herangezogen werden, ist sie variabel, steht meist in der Merkmalsausprägung zwischen diesen und ist keiner von beiden eindeutig zuzuordnen. Die Blätter sind, bei sehr großer Variabilität, im Schnitt größer als diejenigen von Fagus sylvatica, die Anzahl der Seitennerven beträgt (5-) 8 bis 10 (-12) (Fagus orientalis: 8–13, Fagus sylvatica s. str.: meist 5–9).

### Generative Merkmale
Die Blütenhülle (Perigon) der männlichen Blüten ist wie bei Fagus orientalis eher glockenförmig mit kürzeren Zipfeln. Die Form der Schuppen des Fruchtbechers (Cupula) ist sehr variabel, wobei nebeneinander Baum-Exemplare mit schmalen, spitzen und breiten, lanzettlichen Schuppen auf der Cupula vorkommen.

## Ökologie und Verbreitung
Die Krim-Buche wächst nur in den Gebirgen im Süden der Krim, in einer Höhenlage von 500 bis 1300 Metern, meist auf Nord- oder Nordwest-exponierten Hängen, sie erreicht hier 25 Meter Wuchshöhe und verbreitet Stammdurchmesser von über 40 Zentimeter. In tieferen Lagen ist sie auf feuchte, schattige Tallagen beschränkt. In den höheren, subalpinen Höhenstufen oberhalb 1200 Metern bildet sie krummwüchsige, buschwaldartige Bestände bis maximal 12 Meter Höhe aus. Die Krim-Buche ist in der entsprechenden Höhenstufe die dominante Waldbaumart der Krim.
Die Buchenwälder der Krim sind in der Vegetationskunde einem Verband Dentario quinquefoliae-Fagion, benannt nach der Charakterart Dentaria quinquefolia (nach anderer taxonomischer Auffassung: Cardamine quinquefolia). In der EUNIS-Klassifikation bilden die Buchenwälder der Krim den Typ G1.6G - Crimean Fagus forests.

## Systematik
Die systematische Stellung der Krim-Buche ist bis heute ungeklärt und umstritten. Während zahlreiche der älteren Floristen und Botaniker der Ansicht waren, dass auf der Krim gewöhnliche Rotbuche und Orientbuche nebeneinander vorkommen würden, so dass mit dem Aufkommen von zahlreichen primären Hybriden zu rechnen wäre, wies die russische Botanikerin Henrietta Poplavskaja dann darauf hin, dass die Variabilität der Bäume für einen solchen Hybridschwarm zu klein sei. Nach ausführlicheren morphologischen Untersuchungen beschrieb sie die Krim-Buche im Jahr 1928 im Artrang als Fagus taurica Popl., wobei sie auf die Stellung intermediär zwischen den beiden Arten hinwies. Thomas Denk kam 1999 in seiner Revision zu dem Schluss, die Bäume würden in ihren Merkmalen eher den Orientbuchen des Kaukasus ähneln, ließ die Frage aber wegen mangelnden Zugangs zu Material offen. Bereits frühere Bearbeiter wie Hanna Czeczott hatten sie Fagus orientalis zugeschlagen. Das Problem wurde dadurch verschärft, dass Czeczott 1933 Buchen der südlichen Balkanhalbinsel, die ebenfalls intermediäre Merkmalsausprägung zeigen, als eigene Art Fagus moesiaca beschrieb. Zudem waren sich die Botaniker schon im Status der Orientbuche uneins, die zahlreiche Botaniker als Unterart der Rotbuche, anstelle einer eigenen Art, auffassten. Da Fagus moesiaca in der Merkmalsabgrenzung ebenfalls vage ist, begannen einige Botaniker, beide Sippen gleichzusetzen und auch die intermediären Buchen des Balkan als Fagus taurica zu bezeichnen, der Auffassung einer Synonymie wird etwa auch in der Kew Plant List gefolgt.
Neuere phylogenomische Ergebnisse, bei denen die Verwandtschaft anhand des Vergleichs homologer DNA-Sequenzen ermittelt wird, bestätigten dann 2018 den hybridogenen Ursprung der Krim-Buche, aus der gewöhnlichen Rotbuche und der Orientbuche des Kaukasus und der Kolchis, während der Saale-Eiszeit oder, wahrscheinlicher, der Eem-Warmzeit. Die Krim-Buche ist heute durch eine Verbreitungslücke von den Buchenvorkommen des Balkan und denjenigen des Kaukasus getrennt, diese könnten aber unter anderen klimatischen Verhältnissen hier in Kontakt miteinander gekommen sein. In derselben Untersuchung erwies sich, dass die als Fagus moesiaca beschriebenen Buchen des Balkans vermutlich nicht hybridogenen Ursprungs sind, sondern Ursprungssippen, die bei der Entstehung der europäischen, gewöhnlichen Rotbuche Fagus sylvatica bei Einwanderung von Osten her primär entstanden sind. Ganz ähnliche Ergebnisse waren bereits 2007 und 2010 bei Untersuchungen auf Basis von Allozymen erzielt worden.
Folgt man dieser Auffassung, ist die Krim-Buche eine hybridogen entstandene Pflanzensippe. Sie wäre also nicht eine primäre Hybride, die aus der rezenten Kreuzung der beiden Elternarten immer wieder neu hervorgehen würde. Ob es sich dann um eine (Klein-)Art, eine Unterart, eine Varietät oder einen Ökotyp handelt, ist von der taxonomischen Auffassung von Fagus sylvatica s. l. abhängig. Diese wird, nach wie vor, in unterschiedlichen Werken verschieden behandelt, so dass der Status derzeit ungeklärt ist.